# ディノブリーダー
『ディノブリーダー』は、1997年8月22日にデジタルキッズ（後のUbisoft Nagoya）が開発し、J・ウイング から発売されたゲームボーイ用育成シミュレーションゲーム。
主人公が博士と共に恐竜を育成し、最強の恐竜に与えられる「クー」の称号を入手する事が目的。任天堂の『ポケットモンスター』とバンダイの『たまごっち』の両方の要素を取り入れた事を特徴としている。
開発はデジタルキッズが行い、ゲーム・デザインはT&E SOFTのスーパーファミコン用ソフト『ソード・ワールドSFC』（1993年）にてメイン・プログラムを手掛けた永島三人が担当している。
後に続編となる『ディノブリーダー2』（1998年）が発売、以後シリーズ化されゲームボーイで合計4作品が発売された。

## ゲーム内容
『ポケットモンスター』と『たまごっち』の両方の要素を取り入れた育成RPGに分類される。
主人公と博士がペットの恐竜を育てつつ世界を冒険する作品ではあるが、ひたすら恐竜を世話して根気よく成長を待つゲームであり、戦闘もオートであり運に依存する。

## スタッフ
- ディレクター：くれやまと
- ゲーム・デザイン：永島三人
- プログラム：まつながちえみ、山本哲也
- キャラクター・デザイン：ロボロフスキー、舟橋正恭、ZA-ZA KOBAYASHI
- 音楽、効果音：NIKAIUTA UOH
- グラフィック・デザイン：きりたによしのり、はらみつる
- エグゼクティブ・プロデューサー：はせがわ“ドラゴン”まさひと

## 評価
ゲーム誌『ファミ通』の「クロスレビュー」では合計25点（満40点）、『ファミリーコンピュータMagazine』の読者投票による「ゲーム通信簿」での評価は以下の通り、21.8点（満30点）となっている。
| 項目 | キャラクタ | 音楽 | お買得度 | 操作性 | 熱中度 | オリジナリティ | 総合 |
| 得点 | 4.0        | 3.7  | 3.3      | 3.7    | 3.5    | 3.7            | 21.8 |

## 続編
- ディノブリーダー2 - 1998年6月5日発売。
- ディノブリーダー3 〜ガイア復活〜 - 1999年4月28日発売。本作以降はゲームボーイカラー対応ソフトとなった。
- ディノブリーダー4 - 2000年4月28日発売。システムが一新され、主人公自身を操作するアクションステージやパーティ制の戦闘などが採り入れられた。